# Arboretum Vilmorin
El arboretum Vilmorin es un arboretum de carácter privado de 4 hectáreas de extensión. Este parque está rodeado de muros cuya planificación se asigna a André Le Nôtre, se transforma por Philippe- André de Vilmorin en un lugar de aclimatación de árboles y arbustos venidos del mundo entero.
Este arboreto está inscrito como «Monument Historique (France)» MH (1992).

## Localización
El parque y sus edificios se encuentran en Verrières-le-Buisson, próximo a París.
El Arboretum Vilmorin aunque privado, puede visitarse previa petición escrita. Estas visitas públicas, fuera de los Días del Patrimonio, que generalmente son reservados a los especialistas, debido a la fragilidad de las variedades existentes en el Arboretum.
No confundir con el conjunto del Arboretum municipal de Verrières-le-Buisson, denominado "La Maison des Arbres et des Oiseaux, réserve naturelle volontaire Roger de Vilmorin" que cubre una superficie de 1,5 hectáreas.

## Historia
Los terrenos que ocupa el Arboretum Vilmorin es una antigua residencia de caza de Luis XIV, que fue adquirido por Philippe André de Vilmorin en 1815. La elección de estos terrenos se hizo por la calidad de sus suelos y por su proximidad a París.
En 1821, adquiere unos terrenos próximos a Nogent-sur-Vernisson (Loiret) que darán lugar al Arboretum national des Barres. Arboretum en el que están presentes la mayoría de las especies de Verrières-le-Buisson, pero a una escala mayor.
El Arboretum Vilmorin es notable como uno de los primeros lugares de aclimatación en Europa, en medio del siglo XIX, de árboles y arbustos procedentes de todas las regiones del mundo. 
Variedades a menudo relatadas por misioneros y exploradores enviados por la familia Vilmorin a (Extremo Oriente, América, África del Norte, Siberia y Cáucaso).

## Colecciones
Desde principios del siglo XIX, siete generaciones de Vilmorin se ocuparon del Arboretum en un espíritu de continuidad en el mantenimiento y el desarrollo de las colecciones. Se trata sobre todo de variedades de : Philadelphus, Berberis, Deutzia, Quercus, Acer, Malus, Lonicera, Rhododendron y Euonymus. Edouard André, amigo de la familia Vilmorin, disenó los caminos de agua.
Actualmente la familia Vilmorin, ayudada por un Comité científico compuesto de eminentes dendrólogos, han desarrollado dos ejes para las nuevas introducciones: plantación de taxones dedicados a la familia Vilmorin, introducción de clases mono y bispecificas que cuenten al menos de 10 taxones, si es posible, que vienen de China (Macdenia, Flacourtiaceae tales como Carrierea, Idesia, Poliothyrsis y Hamamelidaceae). Hay unas 2 280 especies catalogadas informáticamente.